# Альфред Леконі
Єремія Альфред Ле Коні (Леконі) (англ. Jeremiah Alfred Le Coney (LeConey); нар. 3 листопада 1901 — пом. 11 листопада 1959) — американський легкоатлет, який спеціалізувався в бігу на короткі дистанції.

## Із життєпису
Олімпійський чемпіон-1924 в естафеті 4×100 метрів.
Ексрекордсмен світу з естафетного бігу 4×100 метрів.
Чемпіон США у бігу на 220 ярдів (1923).
По закінченні спортивної кар'єри працював за фахом у цивільному будівництві, пізніше — страховим андеррайтером.
Позував для поштової марки, випущеної до Олімпіади-1932.

## Основні міжнародні виступи
| Рік  | Змагання         | Місто | Місце | Дисципліна |
| ---- | ---------------- | ----- | ----- | ---------- |
| 1924 | Олімпійські ігри | Париж | 1     | 4×100 м    |